# Argiope (genre)
Pour les articles homonymes, voir Argiope.
Genre
Synonymes
- Miranda C. L. Koch, 1835
- Austrargiope Kishida, 1936
- Chaetargiope Kishida, 1936
- Coganargiope Kishida, 1936
- Brachygea Caporiacco, 1947
- Magnaranea Hong, 1985

Argiope est un genre d'araignées aranéomorphes de la famille des Araneidae.

## Distribution
Les espèces de ce genre se rencontrent sur tous les continents sauf aux pôles.

## Description

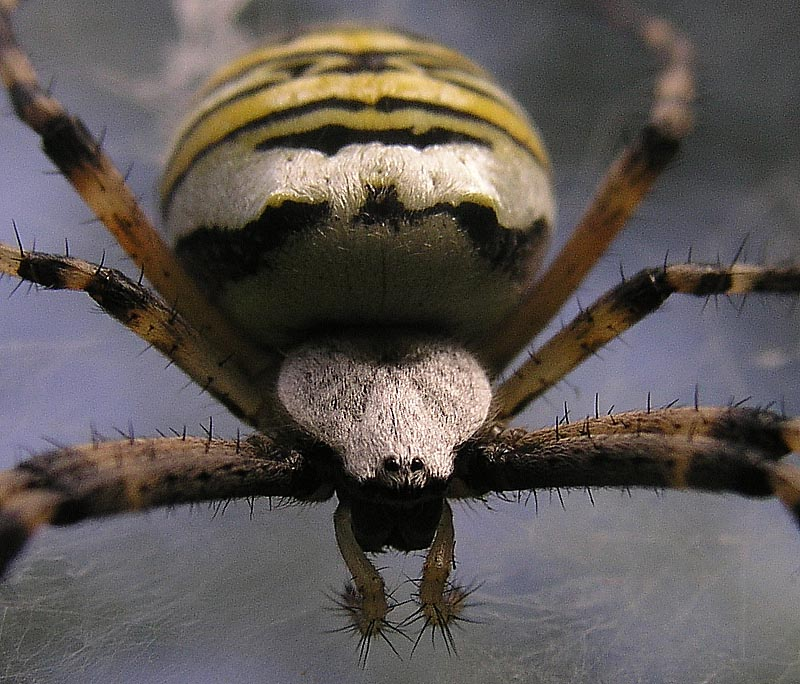
Macrophotographie dArgiope bruennichi

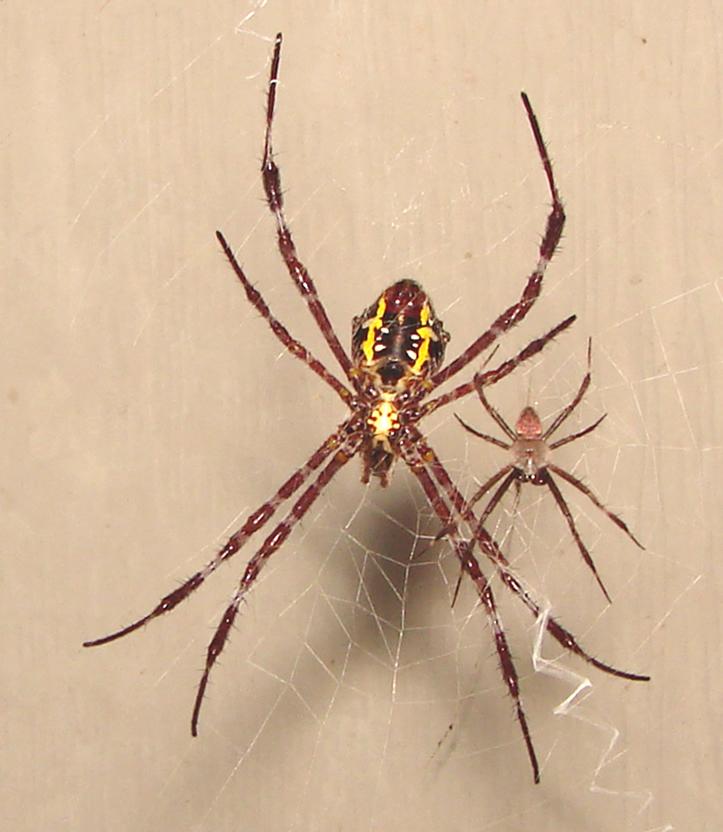
Dimorphisme sexuel : Argiope appensa (mâle nettement plus petit que la femelle)

Leurs couleurs en général noir et jaune leur permettent d'échapper aux prédateurs (oiseaux, lézards, poules...)

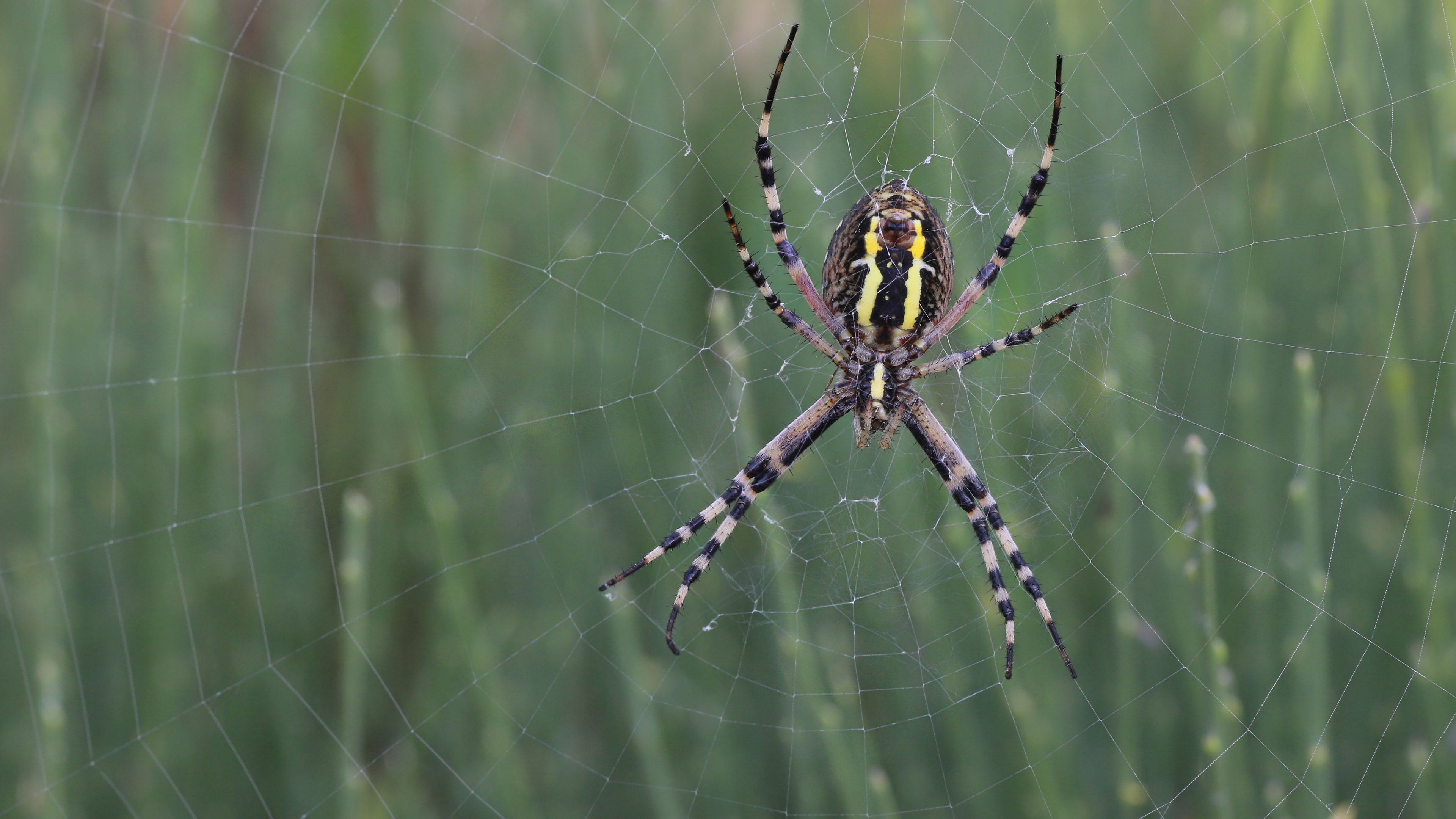
Face ventrale

Les espèces d'Argiope (femelles au moins) portent typiquement des dessins abdominaux de couleurs dominantes noire et jaune. Le mâle est d'ordinaire beaucoup plus petit que la femelle et moins coloré.
Pour rester cryptiques sur leur toile (où elles passent d'ailleurs la majorité de leur temps), les argiopes joignent leurs pattes deux par deux, ce qui leur vaut le nom vernaculaire anglais de cross-spider (« araignée en croix »).
Elles se nourrissent d'insectes et sont capables de consommer des proies jusqu'à deux fois plus grosses qu'elles.
Elles ont au bout des pattes de petits crochets, ce qui leur permet de s'accrocher à un mur.
Elles possèdent huit yeux, huit pattes, deux crochets (chélicères), ainsi qu'une paire de pédipalpes. Outre la vue, leurs seuls sens sont le goût (des pédipalpes) et le toucher (des pédipalpes et de leurs poils).

## Reproduction

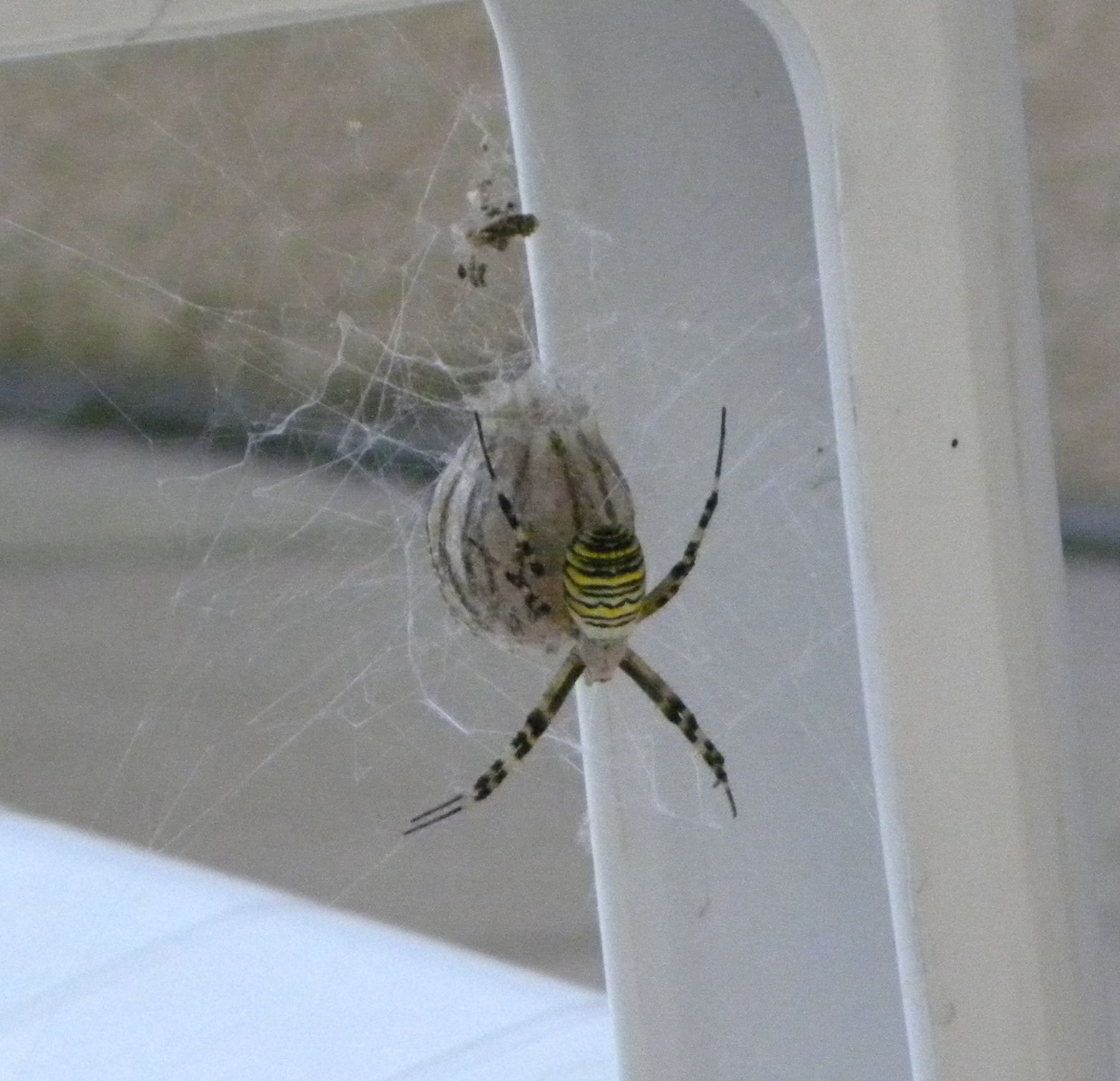
Argiope et son cocon

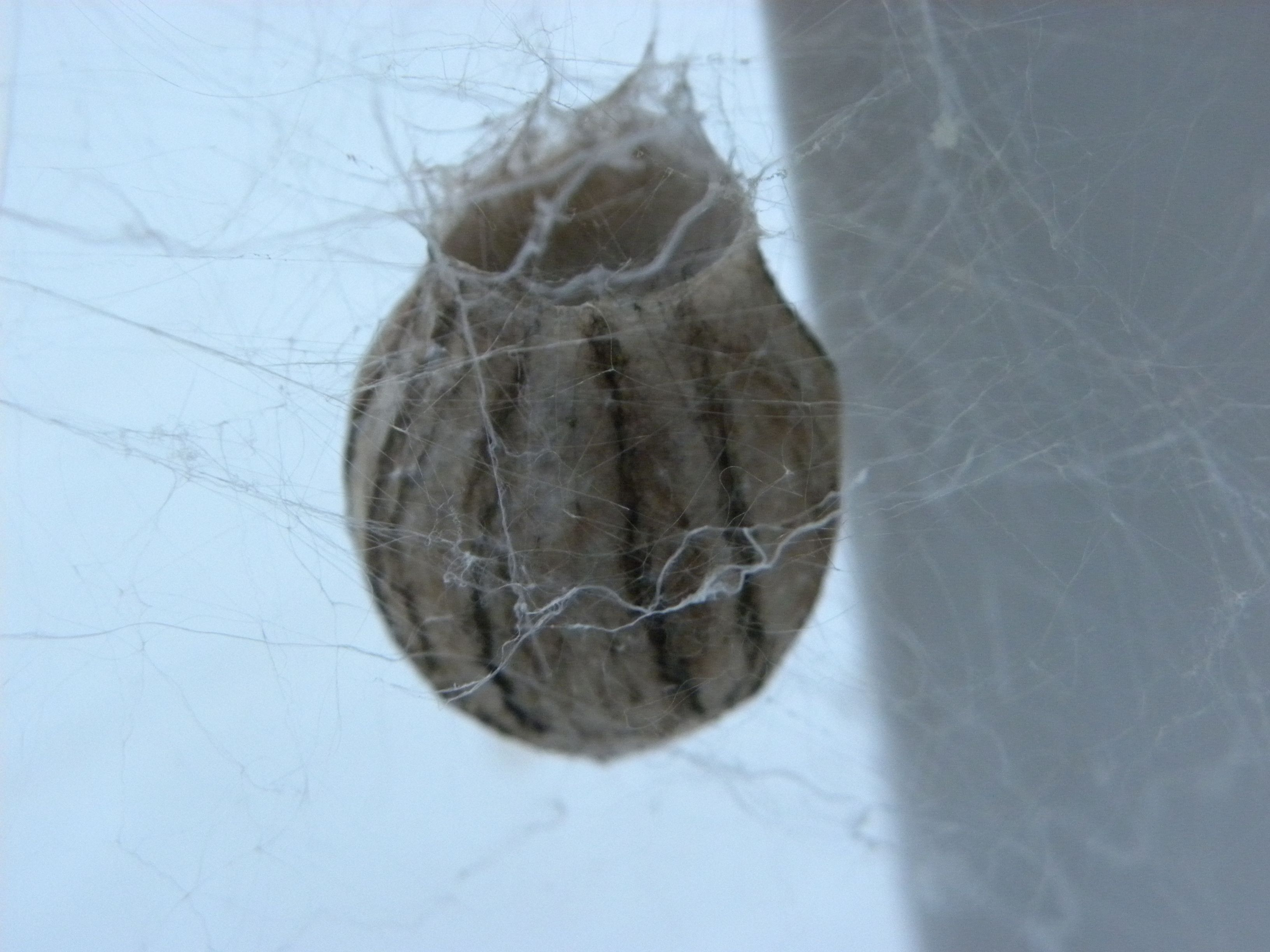
Cocon d'argiope

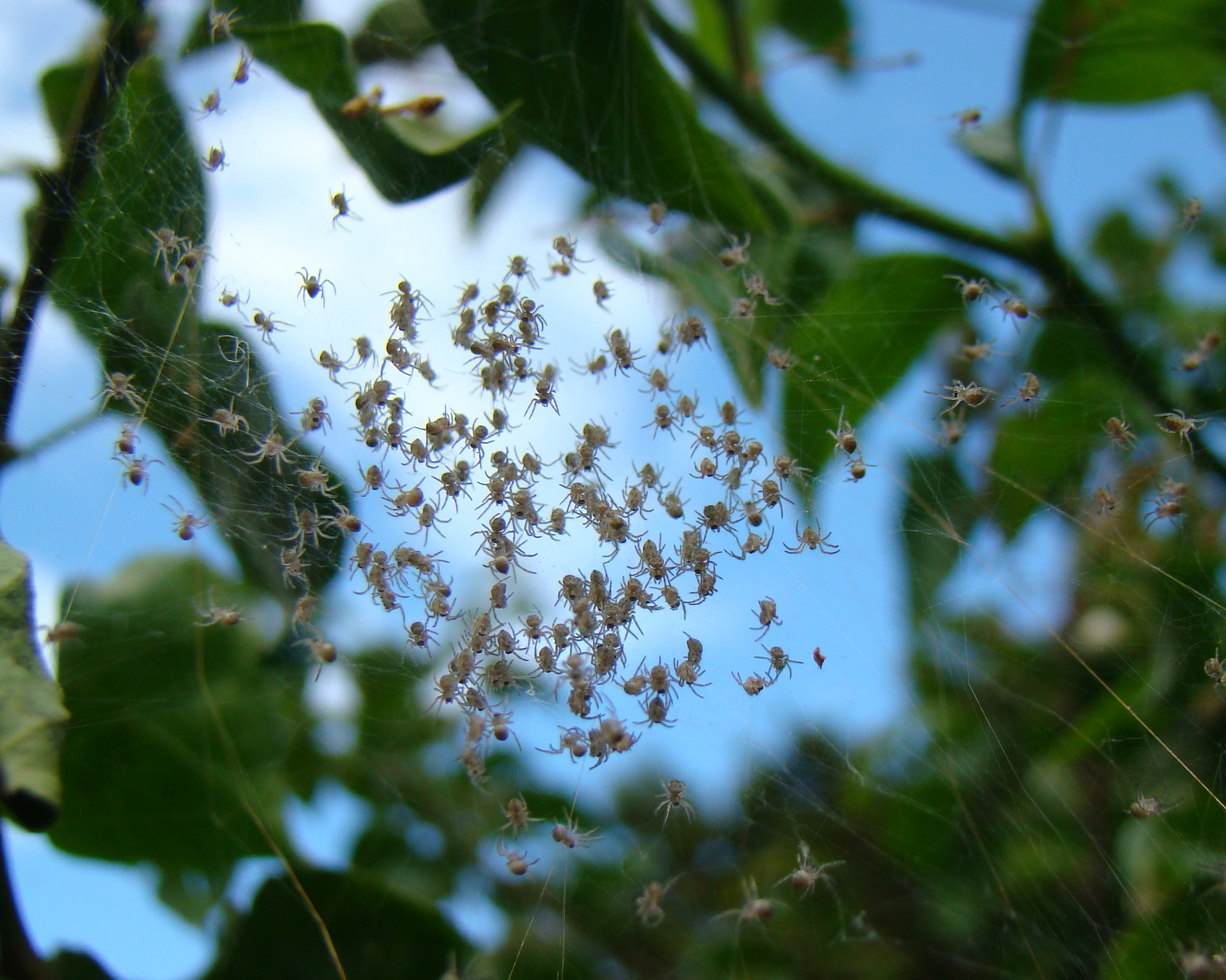
Argiope appensa juvéniles

Sexuellement adulte avant la femelle, le mâle tisse sa toile près de celle de la partenaire qu'il a choisie. Au moment où celle-ci devient elle aussi adulte, si elle est réceptive, l'accouplement a lieu. Plus petit que la femelle, le mâle se fait dans la majorité des cas manger par la femelle, après l'accouplement, ou même parfois avant.
La femelle peut produire jusqu'à trois sacs d'œufs, qui sont de couleur brun clair, quasiment ronds et peuvent atteindre 25 mm. Chaque sac peut contenir jusqu'à 1 400 œufs. Ces cocons sont attachés à la toile ou fixés à la végétation. La femelle s'isole après la ponte. À la naissance, au printemps, beaucoup de bébés ne survivront pas.
Les œufs peuvent être parasités par plusieurs espèces d'insectes.

## Toile
Les argiopes construisent une toile verticale à l'aide d'un fil solide et collant excepté au centre de la toile (la place de l'araignée) où le fil n'est pas collant. La toile est munie d'un stabilimentum, motif blanc de soie plus ou moins en zigzag. L'araignée attend au milieu de sa toile jusqu'à ce qu'un insecte saute, tombe ou même vole dedans. Dans ce cas, à l'aide de ses pédipalpes (sens du toucher) elle repère immédiatement où est l'insecte et va l'attraper.

## Venin
Le venin des Argiopes contient une toxine, l'argiotoxine, qui pourrait être utilisée en médecine. Il n'est pas dangereux pour l'homme aux doses que l'araignée est susceptible d'injecter. Les araignées ne mordent pas l'homme, sauf pour se défendre en dernier recours. Cette morsure peut causer une douleur mais ne laisse pas de traces persistant plus de quelques heures, sauf en cas d'allergie particulière.

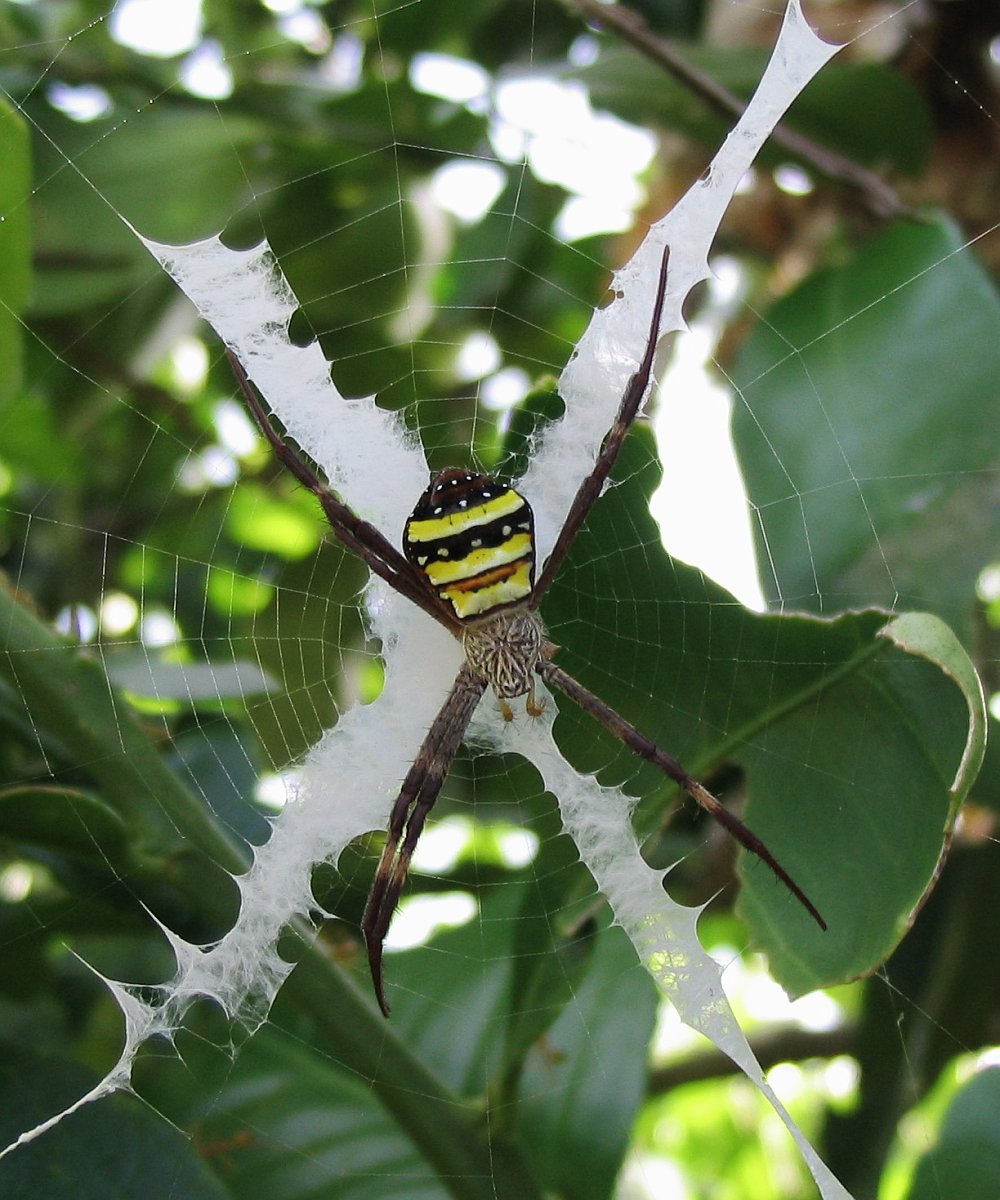
Argiope keyserlingi

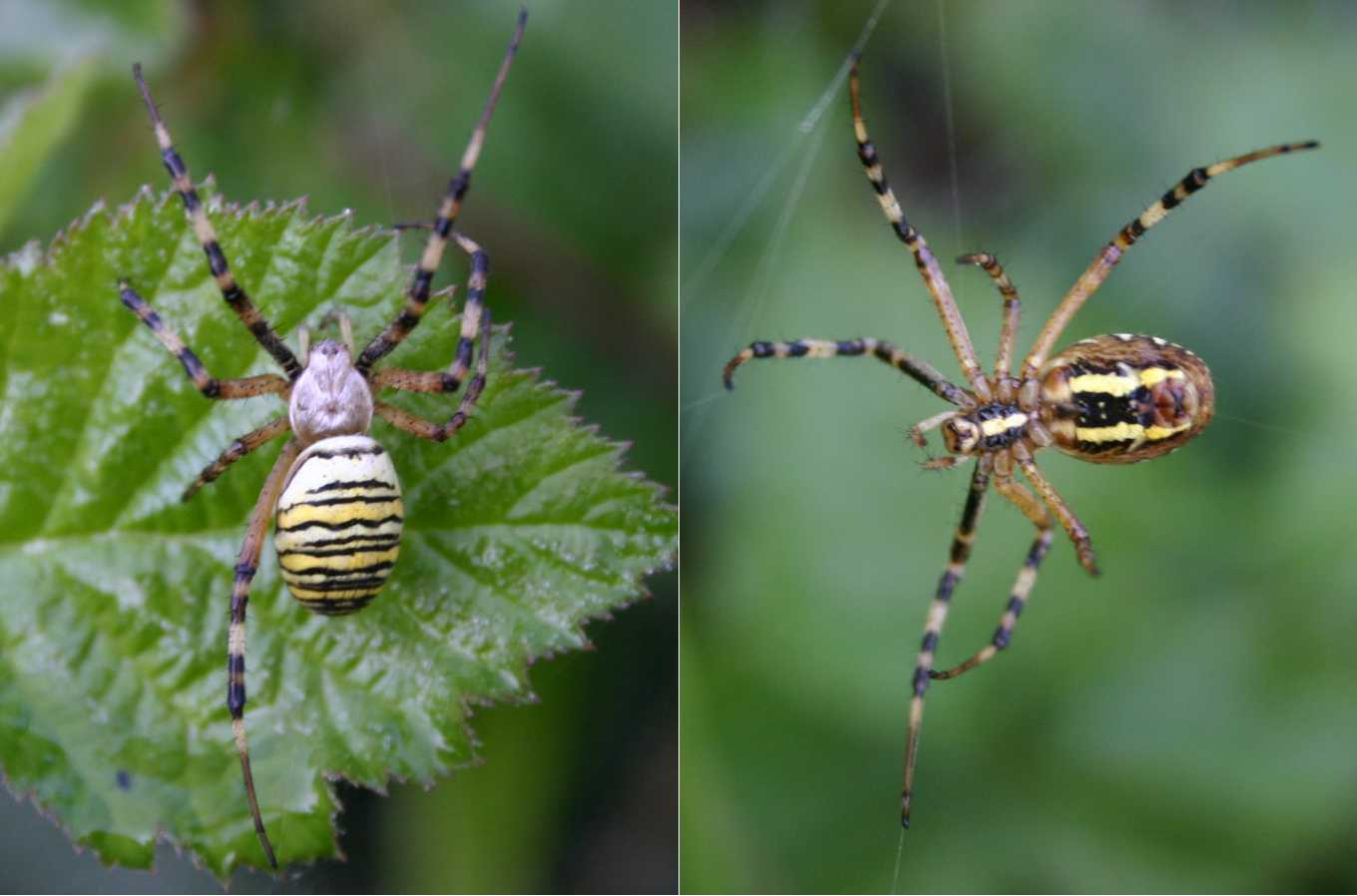
Argiope bruennichi

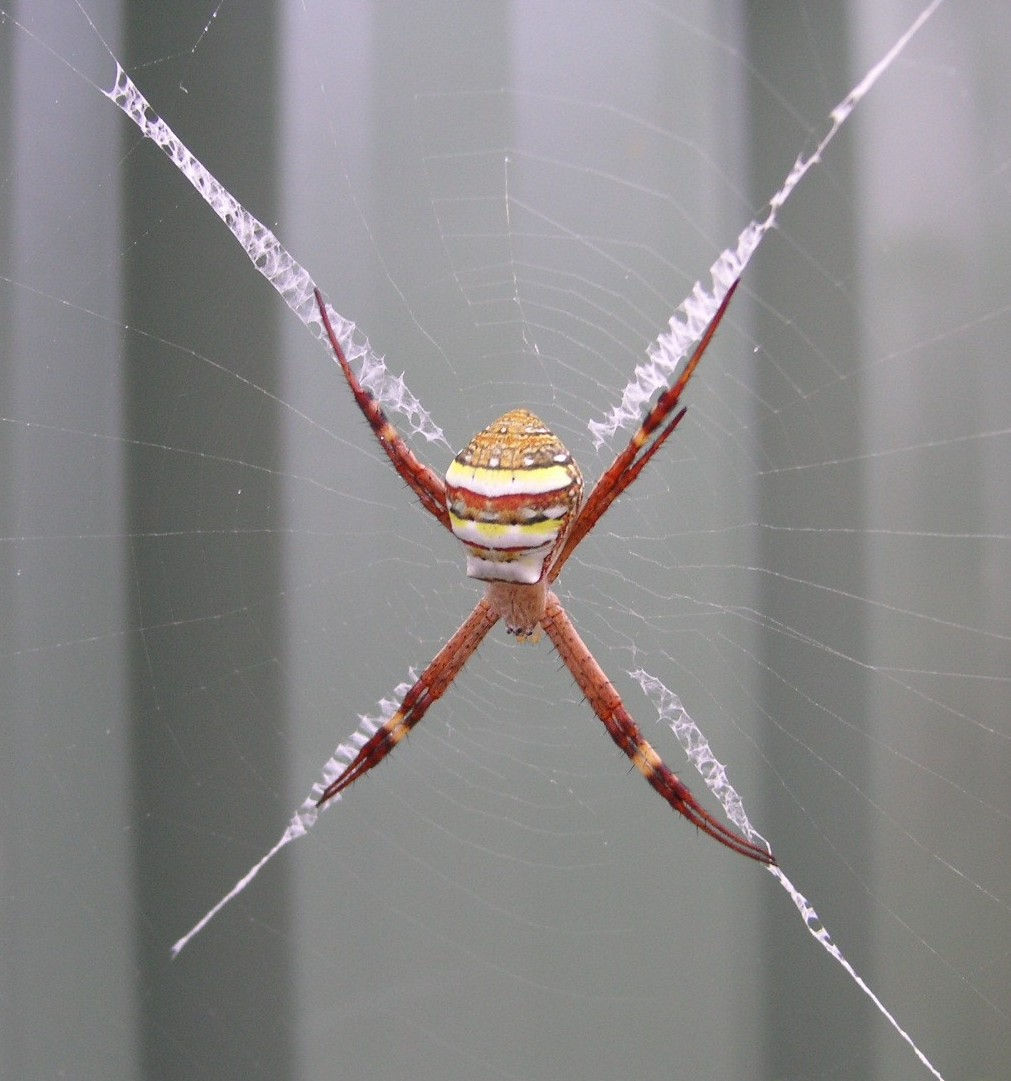
Argiope aetherea au centre de sa toile

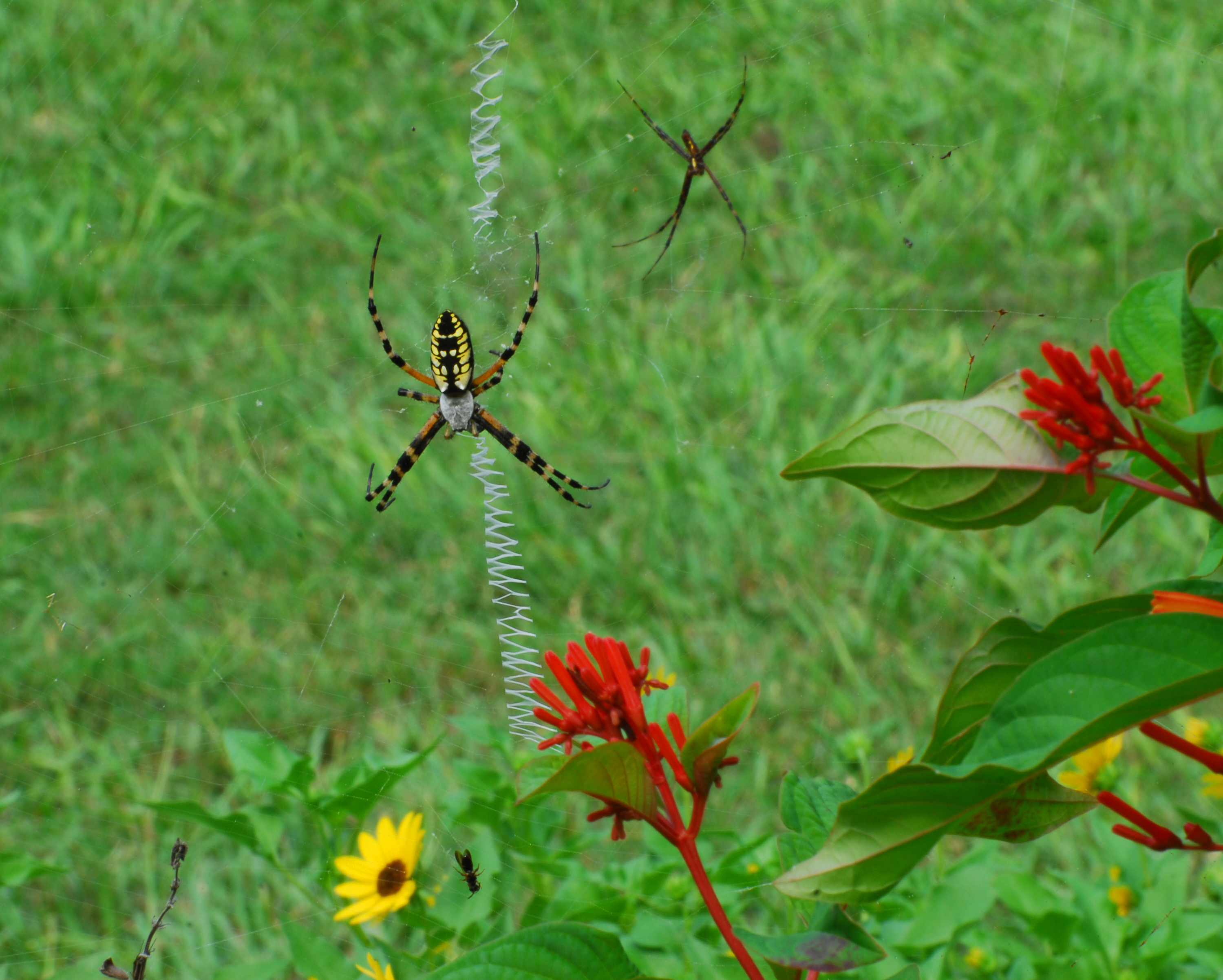
Argiope aurantia : femelle et mâle

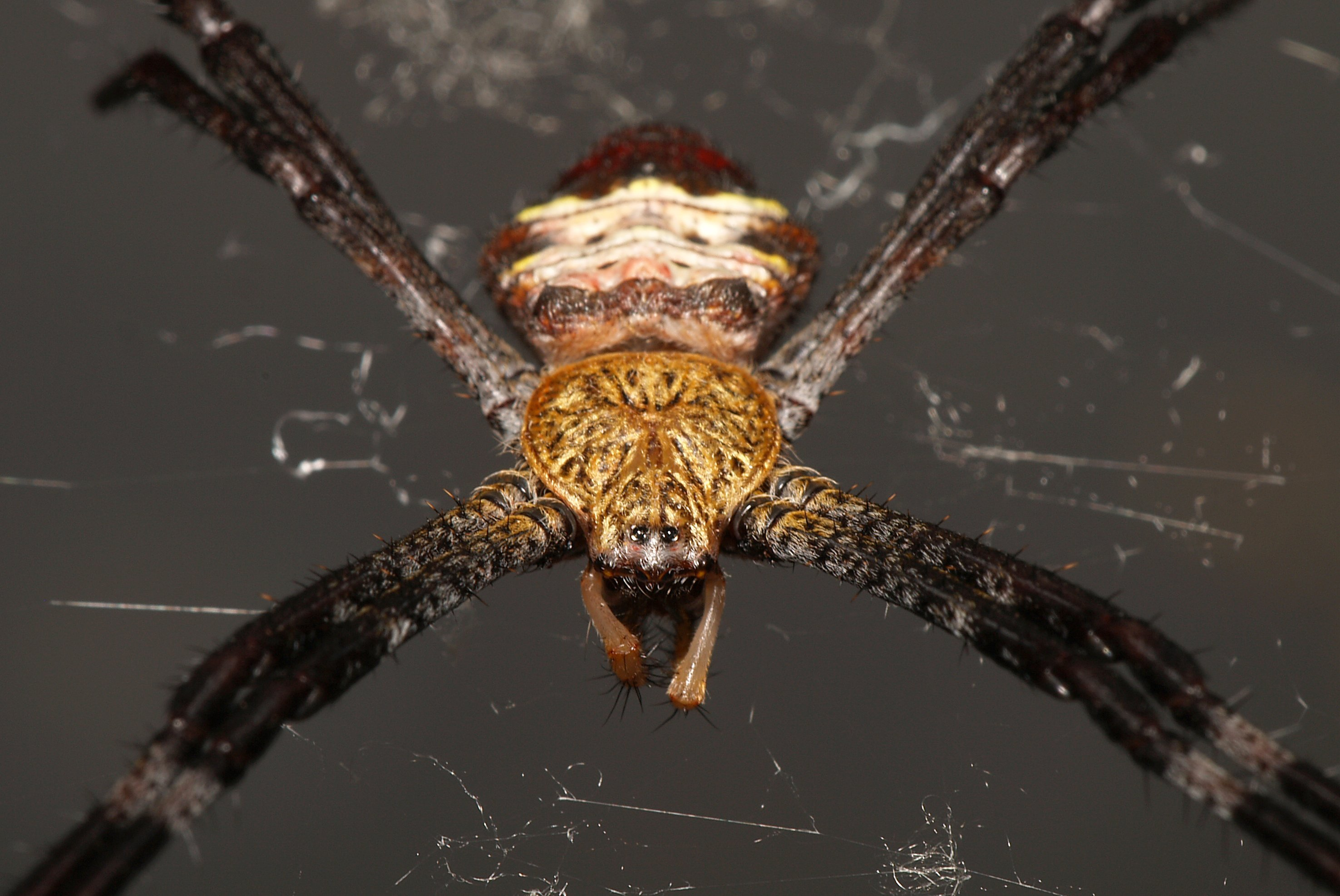
Argiope pulchella en position « en croix » caractéristique

## Liste des espèces
Selon World Spider Catalog (version 25.0, 13/07/2024) :
- Argiope aemula (Walckenaer, 1841)
- Argiope aetherea (Walckenaer, 1841)
- Argiope aetheroides Yin, Wang, Zhang, Peng & Chen, 1989
- Argiope ahngeri Spassky, 1932
- Argiope amoena L. Koch, 1878
- Argiope anasuja Thorell, 1887
- Argiope anomalopalpis Bjørn, 1997
- Argiope appensa (Walckenaer, 1841)
- Argiope argentata (Fabricius, 1775)
- Argiope aurantia Lucas, 1833
- Argiope aurocincta Pocock, 1898
- Argiope australis (Walckenaer, 1805)
- Argiope beibeng Mi & Wang, 2024
- Argiope bivittigera Strand, 1911
- Argiope blanda O. Pickard-Cambridge, 1898
- Argiope boesenbergi Levi, 1983
- Argiope bougainvilla (Walckenaer, 1847)
- Argiope bruennichi (Scopoli, 1772)
- Argiope brunnescentia Strand, 1911
- Argiope buehleri Schenkel, 1944
- Argiope bullocki Rainbow, 1908
- Argiope butchko LeQuier & Agnarsson, 2016
- Argiope caesarea Thorell, 1897
- Argiope caledonia Levi, 1983
- Argiope cameloides Zhu & Song, 1994
- Argiope carvalhoi (Mello-Leitão, 1944)
- Argiope catenulata (Doleschall, 1859)
- Argiope chloreides Chrysanthus, 1961
- Argiope chloreis Thorell, 1877
- Argiope comorica Bjørn, 1997
- Argiope coquereli (Vinson, 1863)
- Argiope dang Jäger & Praxaysombath, 2009
- Argiope dietrichae Levi, 1983
- Argiope doboensis Strand, 1911
- Argiope doleschalli Thorell, 1873
- Argiope ericae Levi, 2004
- Argiope flavipalpis (Lucas, 1858)
- Argiope florida Chamberlin & Ivie, 1944
- Argiope halmaherensis Strand, 1907
- Argiope hinderlichi Jäger, 2012
- Argiope hoiseni Tan, 2018
- Argiope intricata Simon, 1877
- Argiope jinghongensis Yin, Peng & Wang, 1994
- Argiope kaingang Corronca & Rodríguez-Artigas, 2015
- Argiope katherina Levi, 1983
- Argiope keyserlingi Karsch, 1878
- Argiope kochi Levi, 1983
- Argiope legionis Motta & Levi, 2009
- Argiope levii Bjørn, 1997
- Argiope lobata (Pallas, 1772)
- Argiope luzona (Walckenaer, 1841)
- Argiope macrochoera Thorell, 1891
- Argiope madang Levi, 1984
- Argiope magnifica L. Koch, 1871
- Argiope mangal Koh, 1991
- Argiope manila Levi, 1983
- Argiope mascordi Levi, 1983
- Argiope minuta Karsch, 1879
- Argiope modesta Thorell, 1881
- Argiope niasensis Strand, 1907
- Argiope ocula Fox, 1938
- Argiope ocyaloides L. Koch, 1871
- Argiope pentagona L. Koch, 1871
- Argiope perforata Schenkel, 1963
- Argiope picta L. Koch, 1871
- Argiope pictula Strand, 1911
- Argiope ponape Levi, 1983
- Argiope possoica Merian, 1911
- Argiope probata Rainbow, 1916
- Argiope protensa L. Koch, 1872
- Argiope pulchella Thorell, 1881
- Argiope pulchelloides Yin, Wang, Zhang, Peng & Chen, 1989
- Argiope radon Levi, 1983
- Argiope ranomafanensis Bjørn, 1997
- Argiope reinwardti (Doleschall, 1859)
- Argiope sapoa Barrion & Litsinger, 1995
- Argiope sector (Forsskål, 1776)
- Argiope squallica Strand, 1915
- Argiope submaronica Strand, 1916
- Argiope takum Chrysanthus, 1971
- Argiope tapinolobata Bjørn, 1997
- Argiope taprobanica Thorell, 1887
- Argiope trifasciata (Forsskål, 1775)
- Argiope truk Levi, 1983
- Argiope versicolor (Doleschall, 1859)
- Argiope vietnamensis Ono, 2010

Selon World Spider Catalog (version 23.5, 2023) :
- † Argiope furva (Hong, 1985)

## Systématique et taxinomie
Ce genre a été décrit par le naturaliste français Jean-Victor Audouin en 1826.
Miranda a été placé en synonymie par Thorell en 1873.
Austrargiope, Chaetargiope et Coganargiope ont été placés en synonymie par Yaginuma en 1959.
Brachygea a été placé en synonymie par Levi en 1983.
Magnaranea a été placé en synonymie par Zhang, Sun et Zhang en 1994.

## Publication originale
- Audouin, 1826 : « Explication sommaire des planches d'arachnides de l'Égypte et de la Syrie publiées par J. C. Savigny, membre de l'Institut; offrant un exposé des caractères naturels des genres avec la distinction des espèces. » Description de l'Égypte, ou Recueil des observations et des recherches qui ont été faites en Égypte pendant l'expédition de l'armée française. Histoire Naturelle, tome 1, partie 4, p. 99-186.